# European History Quarterly
El European History Quarterly és una revista acadèmica trimestral avaluada per experts que publica articles en l'àmbit d'història. Va ser fundat el 1971 amb el nom de European Studies Review i el 1984 es va canviar al nom actual. Abasta una gamma de temes que van des de la baixa edat mitjana fins a l'època contemporània.
Segons Journal Citation Reports, el European History Quarterly tenia un factor d'impacte de 0.474 el 2021, col·locant-lo al lloc 171 de les 182 revistes a la categoria de «Ciències Polítiques» i al lloc 65 de les 101 revistes a la categoria d'«Història».